# Torneo Provincial de Fútbol 2022 (Catamarca)
El Torneo Provincial de Fútbol 2022 fue la trigésima tercera edición del torneo de clubes más importante de la provincia, organizado por la Federación Catamarqueña de Fútbol.
En el torneo participan 2 equipos por cada liga afiliada a la federación: Belén, Fiambalá, Pomán, Recreo, Santa María, Santa Rosa, Tinogasta y Valle Viejo. Por segundo año consecutivo, la Liga de Andalgalá decidió no participar.
El campeonato se llevó a cabo desde el 5 de marzo y finalizó el 24 de abril. En esta edición cambió su formato completamente, ya que no hubo fase de grupos como venía sucediendo en los últimos años.
Con el motivo de finalizar la competición lo más rápido posible, los presidentes de las respectivas ligas, optaron porque el torneo se juegue en enfrentamientos de eliminación directa a ida y vuelta, excepto la final que será a partido único.

## Formato
Octavos de final:
- Lo disputarán los 16 equipos clasificados de cada liga.
- Los encuentros se jugarán entre equipos de una misma liga.
- Se realizará sorteo para definir como quedarán las llaves hasta la Final.
- Se jugará por el sistema de eliminación directa, a doble partido.
- En caso de persistir la igualdad en el global, se definirá mediante tiros desde el punto penal.
- La condición de local o visitante de cada llave, se determinará mediante el sorteo.

Cuartos de final:
- Lo disputarán los 8 equipos clasificados de los octavos de final.
- Se jugará por el sistema de eliminación directa, a doble partido.
- En caso de persistir la igualdad en el global, se definirá mediante tiros desde el punto penal.

Semifinales:
- Lo disputarán los 4 equipos ganadores en los cuartos de final.
- Se jugará por el sistema de eliminación directa, a doble partido.
- En caso de persistir la igualdad en el global, se definirá mediante tiros desde el punto penal.

Final:
- Lo disputarán los 2 equipos ganadores en las semifinales.
- Se jugará a un solo partido, en cancha neutral.
- En caso de persistir la igualdad en los 90 minutos reglamentarios, se definirá mediante tiros desde el punto penal.
- El ganador clasifica al Torneo Regional Federal Amateur 2022.

## Calendario
| Fase         | Ronda            | Fecha de sorteo | Ida            | Vuelta           |
| ------------ | ---------------- | --------------- | -------------- | ---------------- |
| Eliminatoria | Octavos de final | 10 de febrero   | 5 y 6 de marzo | 12 y 13 de marzo |
| Eliminatoria | Cuartos de final | 10 de febrero   | 20 de marzo    | 27 de marzo      |
| Eliminatoria | Semifinales      | 10 de febrero   | 3 de abril     | 10 de abril      |
| Eliminatoria | Final            | 10 de febrero   | 24 de abril    | 24 de abril      |

## Sede de la final
El escenario elegido en un principio para la final de la edición 2022 del Torneo Provincial, era el Estadio Provincial Bicentenario, pero debido a que todavía se encuentra en obras de refacción se decidió cambiar la sede al Estadio Malvinas Argentinas, perteneciente a la Liga Catamarqueña de Fútbol.
| Catamarca                              |                     |                     |                     |
| Ciudad                                 | Estadio             |                     |                     |
| San Fernando del Valle de Catamarca    | Malvinas Argentinas | Malvinas Argentinas | Malvinas Argentinas |
|                                        |                     |                     |                     |
| 6 500 espectadores                     |                     |                     |                     |
| Final Torneo Provincial de Fútbol 2022 |                     |                     |                     |

## Equipos participantes
| Equipo                                          | Ciudad              | Departamento                   | Liga de origen               |
| ----------------------------------------------- | ------------------- | ------------------------------ | ---------------------------- |
| Club Atlético San José                          | San José            | Santa María                    | Liga Santamariana            |
| Centro Vecinal y Deportivo Banda Norte          | Recreo              | La Paz                         | Liga Departamental de Recreo |
| Club Atlético Colón Juniors                     | Fiambalá            | Tinogasta                      | Liga Fiambalense             |
| Club Deportivo Cultural                         | El Puesto           | Santa María                    | Liga Santamariana            |
| Club Social y Deportivo General Lavalle         | Lavalle             | Guasayán (Santiago del Estero) | Liga del Dpto. Santa Rosa    |
| Club Social, Cultural y Deportivo Las Pirquitas | Villa Las Pirquitas | Fray Mamerto Esquiú            | Liga Chacarera de Fútbol     |
| Club Deportivo Monte Redondo                    | Monte Redondo       | Santa Rosa                     | Liga del Dpto. Santa Rosa    |
| Club Atlético Jorge Newbery                     | Pomán               | Pomán                          | Liga Departamental de Pomán  |
| Club Deportivo y Cultural Juventud Unida        | Tinogasta           | Tinogasta                      | Liga Tinogasteña             |
| Club Atlético Nueva Chicago                     | Belén               | Belén                          | Liga Belenista               |
| Club Social y Deportivo Racing                  | Tinogasta           | Tinogasta                      | Liga Tinogasteña             |
| Club Social y Deportivo River Unido             | El Pajonal          | Pomán                          | Liga Departamental de Pomán  |
| Club Atlético San Martín                        | El Bañado           | Valle Viejo                    | Liga Chacarera de Fútbol     |
| Club Atlético San Martín                        | Recreo              | La Paz                         | Liga Departamental de Recreo |
| Club Social y Deportivo Talleres                | Fiambalá            | Tinogasta                      | Liga Fiambalense             |
| Club Unión La Costa                             | Belén               | Belén                          | Liga Belenista               |

### Distribución geográfica
| Departamento                   | Cant. | Equipos                                                                                            |
| ------------------------------ | ----- | -------------------------------------------------------------------------------------------------- |
| Tinogasta                      | 4     | - Colón Juniors (Fiambalá) - Juventud Unida (Tinogasta) - Racing (Tinogasta) - Talleres (Fiambalá) |
| Belén                          | 2     | - Nueva Chicago - Unión La Costa                                                                   |
| La Paz                         | 2     | - Banda Norte - San Martín (Recreo)                                                                |
| Pomán                          | 2     | - Jorge Newbery (Pomán) - River Unido (El Pajonal)                                                 |
| Santa María                    | 2     | - Deportivo Cultural - San José                                                                    |
| Fray Mamerto Esquiú            | 1     | - Deportivo Las Pirquitas                                                                          |
| Guasayán (Santiago del Estero) | 1     | - Deportivo General Lavalle                                                                        |
| Santa Rosa                     | 1     | - Deportivo Monte Redondo                                                                          |
| Valle Viejo                    | 1     | - San Martín (El Bañado)                                                                           |

## Etapa eliminatoria
En esta etapa, los dieciséis equipos clasificados disputarán una serie de eliminatorias a ida y vuelta, hasta consagrar al campeón. La final será a partido único.

### Cuadro de desarrollo
|  | Octavos de final 5 y 6 de marzo (ida) 12 y 13 de marzo (vuelta) | Octavos de final 5 y 6 de marzo (ida) 12 y 13 de marzo (vuelta) | Octavos de final 5 y 6 de marzo (ida) 12 y 13 de marzo (vuelta) | Octavos de final 5 y 6 de marzo (ida) 12 y 13 de marzo (vuelta) |       |                           | Cuartos de final 19 y 20 de marzo (ida) 27 de marzo (vuelta) | Cuartos de final 19 y 20 de marzo (ida) 27 de marzo (vuelta) | Cuartos de final 19 y 20 de marzo (ida) 27 de marzo (vuelta) | Cuartos de final 19 y 20 de marzo (ida) 27 de marzo (vuelta) |  |                           | Semifinales 3 de abril (ida) 10 de abril (vuelta) | Semifinales 3 de abril (ida) 10 de abril (vuelta) | Semifinales 3 de abril (ida) 10 de abril (vuelta) | Semifinales 3 de abril (ida) 10 de abril (vuelta) |                 |                 | Final 24 de abril Estadio Malvinas Argentinas | Final 24 de abril Estadio Malvinas Argentinas | Final 24 de abril Estadio Malvinas Argentinas | Final 24 de abril Estadio Malvinas Argentinas |
|  |                                                                 |                                                                 |                                                                 |                                                                 |       |                           |                                                              |                                                              |                                                              |                                                              |  |                           |                                                   |                                                   |                                                   |                                                   |                 |                 |                                               |                                               |                                               |                                               |
|  | Deportivo General Lavalle                                       | 0                                                               | 2                                                               | 2                                                               |       |                           |                                                              |                                                              |                                                              |                                                              |  |                           |                                                   |                                                   |                                                   |                                                   |                 |                 |                                               |                                               |                                               |                                               |
|  | Deportivo Monte Redondo                                         | 0                                                               | 1                                                               | 1                                                               |       |                           |                                                              |                                                              |                                                              |                                                              |  |                           |                                                   |                                                   |                                                   |                                                   |                 |                 |                                               |                                               |                                               |                                               |
|  | Deportivo Monte Redondo                                         | 0                                                               | 1                                                               | 1                                                               |       | Deportivo General Lavalle | 0                                                            | 4                                                            | 4                                                            |                                                              |  |                           |                                                   |                                                   |                                                   |                                                   |                 |                 |                                               |                                               |                                               |                                               |
|  |                                                                 |                                                                 |                                                                 |                                                                 |       | Deportivo General Lavalle | 0                                                            | 4                                                            | 4                                                            |                                                              |  |                           |                                                   |                                                   |                                                   |                                                   |                 |                 |                                               |                                               |                                               |                                               |
|  |                                                                 | Talleres (F)                                                    | 1                                                               | 2                                                               | 3     |                           |                                                              |                                                              |                                                              |                                                              |  |                           |                                                   |                                                   |                                                   |                                                   |                 |                 |                                               |                                               |                                               |                                               |
|  | Talleres (F)                                                    | Talleres (F)                                                    | 1                                                               | 2                                                               | 3     | 1                         | 1                                                            | 2                                                            |                                                              |                                                              |  |                           |                                                   |                                                   |                                                   |                                                   |                 |                 |                                               |                                               |                                               |                                               |
|  | Talleres (F)                                                    |                                                                 |                                                                 |                                                                 |       | 1                         | 1                                                            | 2                                                            |                                                              |                                                              |  |                           |                                                   |                                                   |                                                   |                                                   |                 |                 |                                               |                                               |                                               |                                               |
|  | Colón Juniors                                                   | 1                                                               | 0                                                               | 1                                                               |       |                           |                                                              |                                                              |                                                              |                                                              |  |                           |                                                   |                                                   |                                                   |                                                   |                 |                 |                                               |                                               |                                               |                                               |
|  | Colón Juniors                                                   | 1                                                               | 0                                                               | 1                                                               |       |                           |                                                              |                                                              |                                                              |                                                              |  | Deportivo General Lavalle | 2                                                 | 2                                                 | 4                                                 |                                                   |                 |                 |                                               |                                               |                                               |                                               |
|  |                                                                 |                                                                 |                                                                 |                                                                 |       |                           |                                                              |                                                              |                                                              |                                                              |  | Deportivo General Lavalle | 2                                                 | 2                                                 | 4                                                 |                                                   |                 |                 |                                               |                                               |                                               |                                               |
|  |                                                                 | Unión La Costa                                                  | 3                                                               | 0                                                               | 3     |                           |                                                              |                                                              |                                                              |                                                              |  |                           |                                                   |                                                   |                                                   |                                                   |                 |                 |                                               |                                               |                                               |                                               |
|  | Banda Norte                                                     | Unión La Costa                                                  | 3                                                               | 0                                                               | 3     | 0                         | 0                                                            | 0                                                            |                                                              |                                                              |  |                           |                                                   |                                                   |                                                   |                                                   |                 |                 |                                               |                                               |                                               |                                               |
|  | Banda Norte                                                     |                                                                 |                                                                 |                                                                 |       | 0                         | 0                                                            | 0                                                            |                                                              |                                                              |  |                           |                                                   |                                                   |                                                   |                                                   |                 |                 |                                               |                                               |                                               |                                               |
|  | San Martín (R)                                                  | 1                                                               | 0                                                               | 1                                                               |       |                           |                                                              |                                                              |                                                              |                                                              |  |                           |                                                   |                                                   |                                                   |                                                   |                 |                 |                                               |                                               |                                               |                                               |
|  | San Martín (R)                                                  | 1                                                               | 0                                                               | 1                                                               |       | San Martín (R)            | 1                                                            | 0                                                            | 1                                                            |                                                              |  |                           |                                                   |                                                   |                                                   |                                                   |                 |                 |                                               |                                               |                                               |                                               |
|  |                                                                 |                                                                 |                                                                 |                                                                 |       | San Martín (R)            | 1                                                            | 0                                                            | 1                                                            |                                                              |  |                           |                                                   |                                                   |                                                   |                                                   |                 |                 |                                               |                                               |                                               |                                               |
|  |                                                                 | Unión La Costa                                                  | 2                                                               | 1                                                               | 3     |                           |                                                              |                                                              |                                                              |                                                              |  |                           |                                                   |                                                   |                                                   |                                                   |                 |                 |                                               |                                               |                                               |                                               |
|  | Nueva Chicago                                                   | Unión La Costa                                                  | 2                                                               | 1                                                               | 3     | 0                         | 1                                                            | 1                                                            |                                                              |                                                              |  |                           |                                                   |                                                   |                                                   |                                                   |                 |                 |                                               |                                               |                                               |                                               |
|  | Nueva Chicago                                                   |                                                                 |                                                                 |                                                                 |       | 0                         | 1                                                            | 1                                                            |                                                              |                                                              |  |                           |                                                   |                                                   |                                                   |                                                   |                 |                 |                                               |                                               |                                               |                                               |
|  | Unión La Costa                                                  | 2                                                               | 1                                                               | 3                                                               |       |                           |                                                              |                                                              |                                                              |                                                              |  |                           |                                                   |                                                   |                                                   |                                                   |                 |                 |                                               |                                               |                                               |                                               |
|  | Unión La Costa                                                  | 2                                                               | 1                                                               | 3                                                               |       |                           |                                                              |                                                              |                                                              |                                                              |  |                           |                                                   |                                                   |                                                   |                                                   | General Lavalle | General Lavalle | General Lavalle                               | 0                                             |                                               |                                               |
|  |                                                                 |                                                                 |                                                                 |                                                                 |       |                           |                                                              |                                                              |                                                              |                                                              |  |                           |                                                   |                                                   |                                                   |                                                   |                 | General Lavalle | General Lavalle                               | 0                                             |                                               |                                               |
|  |                                                                 | Jorge Newbery                                                   | Jorge Newbery                                                   | Jorge Newbery                                                   | 2     |                           |                                                              |                                                              |                                                              |                                                              |  |                           |                                                   |                                                   |                                                   |                                                   |                 |                 |                                               |                                               |                                               |                                               |
|  | Deportivo Las Pirquitas                                         | Jorge Newbery                                                   | Jorge Newbery                                                   | Jorge Newbery                                                   | 2     | 0                         | 3                                                            | 3                                                            |                                                              |                                                              |  |                           |                                                   |                                                   |                                                   |                                                   |                 |                 |                                               |                                               |                                               |                                               |
|  | Deportivo Las Pirquitas                                         |                                                                 |                                                                 |                                                                 |       | 0                         | 3                                                            | 3                                                            |                                                              |                                                              |  |                           |                                                   |                                                   |                                                   |                                                   |                 |                 |                                               |                                               |                                               |                                               |
|  | San Martín (EB)                                                 | 1                                                               | 4                                                               | 5                                                               |       |                           |                                                              |                                                              |                                                              |                                                              |  |                           |                                                   |                                                   |                                                   |                                                   |                 |                 |                                               |                                               |                                               |                                               |
|  | San Martín (EB)                                                 | 1                                                               | 4                                                               | 5                                                               |       | San Martín (EB)           | 0                                                            | 1                                                            | 1                                                            |                                                              |  |                           |                                                   |                                                   |                                                   |                                                   |                 |                 |                                               |                                               |                                               |                                               |
|  |                                                                 |                                                                 |                                                                 |                                                                 |       | San Martín (EB)           | 0                                                            | 1                                                            | 1                                                            |                                                              |  |                           |                                                   |                                                   |                                                   |                                                   |                 |                 |                                               |                                               |                                               |                                               |
|  |                                                                 | Deportivo Cultural                                              | 0                                                               | 0                                                               | 0     |                           |                                                              |                                                              |                                                              |                                                              |  |                           |                                                   |                                                   |                                                   |                                                   |                 |                 |                                               |                                               |                                               |                                               |
|  | Atlético San José                                               | Deportivo Cultural                                              | 0                                                               | 0                                                               | 0     | 0                         | 2                                                            | 2                                                            |                                                              |                                                              |  |                           |                                                   |                                                   |                                                   |                                                   |                 |                 |                                               |                                               |                                               |                                               |
|  | Atlético San José                                               |                                                                 |                                                                 |                                                                 |       | 0                         | 2                                                            | 2                                                            |                                                              |                                                              |  |                           |                                                   |                                                   |                                                   |                                                   |                 |                 |                                               |                                               |                                               |                                               |
|  | Deportivo Cultural                                              | 2                                                               | 3                                                               | 5                                                               |       |                           |                                                              |                                                              |                                                              |                                                              |  |                           |                                                   |                                                   |                                                   |                                                   |                 |                 |                                               |                                               |                                               |                                               |
|  | Deportivo Cultural                                              | 2                                                               | 3                                                               | 5                                                               |       |                           |                                                              |                                                              |                                                              |                                                              |  | San Martín (EB)           | 0                                                 | 0                                                 | 0                                                 |                                                   |                 |                 |                                               |                                               |                                               |                                               |
|  |                                                                 |                                                                 |                                                                 |                                                                 |       |                           |                                                              |                                                              |                                                              |                                                              |  | San Martín (EB)           | 0                                                 | 0                                                 | 0                                                 |                                                   |                 |                 |                                               |                                               |                                               |                                               |
|  |                                                                 | Jorge Newbery w/o.                                              | 1                                                               | 1                                                               | 2     |                           |                                                              |                                                              |                                                              |                                                              |  |                           |                                                   |                                                   |                                                   |                                                   |                 |                 |                                               |                                               |                                               |                                               |
|  | River Unido                                                     | Jorge Newbery w/o.                                              | 1                                                               | 1                                                               | 2     | 2                         | 1                                                            | 3 (4)                                                        |                                                              |                                                              |  |                           |                                                   |                                                   |                                                   |                                                   |                 |                 |                                               |                                               |                                               |                                               |
|  | River Unido                                                     |                                                                 |                                                                 |                                                                 |       | 2                         | 1                                                            | 3 (4)                                                        |                                                              |                                                              |  |                           |                                                   |                                                   |                                                   |                                                   |                 |                 |                                               |                                               |                                               |                                               |
|  | Jorge Newbery                                                   | 2                                                               | 1                                                               | 3 (5)                                                           |       |                           |                                                              |                                                              |                                                              |                                                              |  |                           |                                                   |                                                   |                                                   |                                                   |                 |                 |                                               |                                               |                                               |                                               |
|  | Jorge Newbery                                                   | 2                                                               | 1                                                               | 3 (5)                                                           |       | Jorge Newbery             | 1                                                            | 2                                                            | 3 (5)                                                        |                                                              |  |                           |                                                   |                                                   |                                                   |                                                   |                 |                 |                                               |                                               |                                               |                                               |
|  |                                                                 |                                                                 |                                                                 |                                                                 |       | Jorge Newbery             | 1                                                            | 2                                                            | 3 (5)                                                        |                                                              |  |                           |                                                   |                                                   |                                                   |                                                   |                 |                 |                                               |                                               |                                               |                                               |
|  |                                                                 | Juventud Unida (T)                                              | 3                                                               | 0                                                               | 3 (4) |                           |                                                              |                                                              |                                                              |                                                              |  |                           |                                                   |                                                   |                                                   |                                                   |                 |                 |                                               |                                               |                                               |                                               |
|  | Juventud Unida (T)                                              | Juventud Unida (T)                                              | 3                                                               | 0                                                               | 3 (4) | 3                         | 1                                                            | 4                                                            |                                                              |                                                              |  |                           |                                                   |                                                   |                                                   |                                                   |                 |                 |                                               |                                               |                                               |                                               |
|  | Juventud Unida (T)                                              |                                                                 |                                                                 |                                                                 |       | 3                         | 1                                                            | 4                                                            |                                                              |                                                              |  |                           |                                                   |                                                   |                                                   |                                                   |                 |                 |                                               |                                               |                                               |                                               |
|  | Racing (T)                                                      | 0                                                               | 1                                                               | 1                                                               |       |                           |                                                              |                                                              |                                                              |                                                              |  |                           |                                                   |                                                   |                                                   |                                                   |                 |                 |                                               |                                               |                                               |                                               |

Nota: En las series a dos partidos, el equipo que ocupa la primera línea es el que define como local.

### Octavos de final
| Llave | Local - Vuelta             | Global        | Local - Ida              |
| ----- | -------------------------- | ------------- | ------------------------ |
| 1     | Deportivo General Lavalle  | 2 - 1         | Deportivo Monte Redondo  |
| 2     | Deportivo Las Pirquitas    | 3 - 5         | San Martín (El Bañado)   |
| 3     | Nueva Chicago (Belén)      | 1 - 3         | Unión La Costa           |
| 4     | Juventud Unida (Tinogasta) | 4 - 1         | Racing (Tinogasta)       |
| 5     | Banda Norte (Recreo)       | 0 - 1         | San Martín (Recreo)      |
| 6     | River Unido (El Pajonal)   | 3 (4) - 3 (5) | Jorge Newbery (Pomán)    |
| 7     | Atlético San José          | 2 - 5         | Deportivo Cultural       |
| 8     | Talleres (Fiambalá)        | 2 - 1         | Colón Juniors (Fiambalá) |

|  | Clasificado a cuartos de final. |

| Partidos de ida          | Partidos de ida | Partidos de ida            | Partidos de ida          | Partidos de ida | Partidos de ida |
| Local                    | Resultado       | Visita                     | Estadio                  | Fecha           | Hora            |
| ------------------------ | --------------- | -------------------------- | ------------------------ | --------------- | --------------- |
| Colón Juniors (Fiambalá) | 1 - 1           | Talleres (Fiambalá)        | Racing (F)               | 5 de marzo      | 17:00           |
| Deportivo Monte Redondo  | 0 - 0           | Deportivo General Lavalle  | Dep. Monte Redondo       | 6 de marzo      | 17:00           |
| Racing (Tinogasta)       | 0 - 3           | Juventud Unida (Tinogasta) | Santa Rosa (T)           | 6 de marzo      | 17:00           |
| Jorge Newbery (Pomán)    | 2 - 2           | River Unido (El Pajonal)   | La Fortaleza Funebrera   | 6 de marzo      | 17:00           |
| Deportivo Cultural       | 2 - 0           | Atlético San José          | Unión Calchaquí          | 6 de marzo      | 17:00           |
| Unión La Costa (Belén)   | 2 - 0           | Nueva Chicago (Belén)      | Peñarol                  | 6 de marzo      | 17:30           |
| San Martín (Recreo)      | 1 - 0           | Banda Norte (Recreo)       | Pedro Cano               | 6 de marzo      | 17:30           |
| San Martín (El Bañado)   | 1 - 0           | Deportivo Las Pirquitas    | Primo Antonio Prevedello | 6 de marzo      | 18:00           |

| Partidos de vuelta         | Partidos de vuelta | Partidos de vuelta      | Partidos de vuelta       | Partidos de vuelta | Partidos de vuelta |
| Local                      | Resultado          | Visita                  | Estadio                  | Fecha              | Hora               |
| -------------------------- | ------------------ | ----------------------- | ------------------------ | ------------------ | ------------------ |
| Talleres (Fiambalá)        | 1 - 0              | Colón Juniors           | Racing (F)               | 12 de marzo        | 17:00              |
| Deportivo General Lavalle  | 2 - 1              | Deportivo Monte Redondo | Dep. General Lavalle     | 12 de marzo        | 17:00              |
| Deportivo Las Pirquitas    | 3 - 4              | San Martín (El Bañado)  | Primo Antonio Prevedello | 12 de marzo        | 18:00              |
| Nueva Chicago (Belén)      | 1 - 1              | Unión La Costa          | Peñarol                  | 13 de marzo        | 17:00              |
| Banda Norte (Recreo)       | 0 - 0              | San Martín (Recreo)     | Pedro Cano               | 13 de marzo        | 17:00              |
| River Unido (El Pajonal)   | 1 - 1              | Jorge Newbery (Pomán)   | Sportivo Saujil          | 13 de marzo        | 17:00              |
| Atlético San José          | 2 - 3              | Deportivo Cultural      | Unión Calchaquí          | 13 de marzo        | 17:00              |
| Juventud Unida (Tinogasta) | 1 - 1              | Racing (Tinogasta)      | Santa Rosa (T)           | 13 de marzo        | 17:30              |

| 1. |

### Cuartos de final
| Llave | Local - Vuelta            | Global        | Local - Ida                |
| ----- | ------------------------- | ------------- | -------------------------- |
| A     | Jorge Newbery (Pomán)     | 3 (5) - 3 (4) | Juventud Unida (Tinogasta) |
| B     | Deportivo General Lavalle | 4 - 3         | Talleres (Fiambalá)        |
| C     | San Martín (Recreo)       | 1 - 3         | Unión La Costa (Belén)     |
| D     | San Martín (El Bañado)    | 1 - 0         | Deportivo Cultural         |

|  | Clasificado a Semifinales. |

| Partidos de ida            | Partidos de ida | Partidos de ida           | Partidos de ida | Partidos de ida | Partidos de ida |
| Local                      | Resultado       | Visita                    | Estadio         | Fecha           | Hora            |
| -------------------------- | --------------- | ------------------------- | --------------- | --------------- | --------------- |
| Juventud Unida (Tinogasta) | 3 - 1           | Jorge Newbery (Pomán)     | Santa Rosa (T)  | 19 de marzo     | 17:00           |
| Unión La Costa (Belén)     | 2 - 1           | San Martín (Recreo)       | Peñarol         | 19 de marzo     | 17:00           |
| Talleres (Fiambalá)        | 1 - 0           | Deportivo General Lavalle | Racing (F)      | 19 de marzo     | 17:30           |
| Deportivo Cultural         | 0 - 0           | San Martín (El Bañado)    | Unión Calchaquí | 20 de marzo     | 16:30           |

| Partidos de vuelta        | Partidos de vuelta | Partidos de vuelta         | Partidos de vuelta       | Partidos de vuelta | Partidos de vuelta |
| Local                     | Resultado          | Visita                     | Estadio                  | Fecha              | Hora               |
| ------------------------- | ------------------ | -------------------------- | ------------------------ | ------------------ | ------------------ |
| Jorge Newbery (Pomán)     | 2 - 0              | Juventud Unida (Tinogasta) | La Fortaleza Funebrera   | 27 de marzo        | 17:00              |
| Deportivo General Lavalle | 4 - 2              | Talleres (Fiambalá)        | Dep. General Lavalle     | 27 de marzo        | 17:00              |
| San Martín (Recreo)       | 0 - 1              | Unión La Costa (Belén)     | Pedro Cano               | 27 de marzo        | 17:00              |
| San Martín (El Bañado)    | 1 - 0              | Deportivo Cultural         | Primo Antonio Prevedello | 27 de marzo        | 17:00              |

### Semifinales
| Llave | Local - Vuelta            | Global | Local - Ida            |
| ----- | ------------------------- | ------ | ---------------------- |
| 1     | Deportivo General Lavalle | 4 - 3  | Unión La Costa (Belén) |
| 2     | San Martín (El Bañado)    | 0 - 2  | Jorge Newbery (Pomán)  |

|  | Clasificado a la Final. |

| Partidos de ida        | Partidos de ida | Partidos de ida           | Partidos de ida        | Partidos de ida | Partidos de ida |
| Local                  | Resultado       | Visita                    | Estadio                | Fecha           | Hora            |
| ---------------------- | --------------- | ------------------------- | ---------------------- | --------------- | --------------- |
| Unión La Costa (Belén) | 3 - 2           | Deportivo General Lavalle | Peñarol                | 3 de abril      | 17:00           |
| Jorge Newbery (Pomán)  | 1 - 0           | San Martín (El Bañado)    | La Fortaleza Funebrera | 3 de abril      | 17:00           |

| Partidos de vuelta        | Partidos de vuelta | Partidos de vuelta     | Partidos de vuelta       | Partidos de vuelta | Partidos de vuelta |
| Local                     | Resultado          | Visita                 | Estadio                  | Fecha              | Hora               |
| ------------------------- | ------------------ | ---------------------- | ------------------------ | ------------------ | ------------------ |
| Deportivo General Lavalle | 2 - 0              | Unión La Costa (Belén) | Dep. General Lavalle     | 10 de abril        | 17:00              |
| San Martín (El Bañado)    | 0 - 1              | Jorge Newbery (Pomán)  | Primo Antonio Prevedello | 10 de abril        | 17:00              |

| 1. 2. |

### Final
| 24 de abril, 16:00 | Deportivo General Lavalle | 0 - 2   | Jorge Newbery                           | Estadio Malvinas Argentinas, San F. del V. de Catamarca |                            |
|                    |                           | Reporte | 13' Silvio Castillo · 31' Jesús Atencio | Árbitro(s): Adrián Carrizo                              | Árbitro(s): Adrián Carrizo |

|                                       |
| Club Atlético Jorge Newbery 3° título |
| Campeón Torneo Provincial 2022        |

## Estadísticas

### Goleadores
| Jugador                            | Equipo                    | Goles |
| ---------------------------------- | ------------------------- | ----- |
| Heber Peralta                      | Juventud Unida (T)        | 3     |
| Jesús Atencio                      | Jorge Newbery (P)         | 3     |
| Lucas Sosa                         | San Martín (EB)           | 3     |
| Lucas Verón                        | Deportivo General Lavalle | 3     |
| Actualizado al 24 de abril de 2022 |                           |       |

| Adrián Bustamante       | Las Pirquitas      | 2 |
| Braian Zárate           | Unión La Costa     | 2 |
| Fabián Leguizamón       | General Lavalle    | 2 |
| Facundo Villafañe Luján | San Martín (EB)    | 2 |
| Jacinto Ortega          | River Unido        | 2 |
| Matías Álvarez          | Juventud Unida (T) | 2 |
| Silvio Castillo         | Jorge Newbery (P)  | 2 |
| Alberto Seco            | Jorge Newbery (P)  | 1 |
| Alejandro Bulacio       | Nueva Chicago (B)  | 1 |
| Alejandro Heredia       | Unión La Costa     | 1 |
| Alejandro Ortiz         | Unión La Costa     | 1 |
| Carlos Lezana           | Cultural El Puesto | 1 |
| Francis Álvarez         | Juventud Unida (T) | 1 |
| Franco Martínez         | Racing (T)         | 1 |
| Gabriel González        | Jorge Newbery (P)  | 1 |
| Gastón Sacaba           | Jorge Newbery (P)  | 1 |
| Gonzalo Garay           | Unión La Costa     | 1 |
| Gustavo Garay           | San Martín (R)     | 1 |
| Heraldo Olmos           | Talleres (F)       | 1 |
| Iván Brizuela           | Unión La Costa     | 1 |
| Jairo Carrizo           | Colón Juniors      | 1 |
| Julio Casimiro          | Unión La Costa     | 1 |
| Karim Nieva             | River Unido        | 1 |
| Leonel Gutiérrez        | Unión La Costa     | 1 |
| Lucas Reyes             | Unión La Costa     | 1 |
| Mariano Quipildor       | Talleres (F)       | 1 |
| Matías Ruíz             | San Martín (R)     | 1 |
| Matías Salica           | Juventud Unida (T) | 1 |
| Omar Bayón              | Talleres (F)       | 1 |
| Saúl Castro             | San Martín (EB)    | 1 |
| Sebastián Quinteros     | Las Pirquitas      | 1 |
| Tomás Silva             | Talleres (F)       | 1 |
| William Castro          | Jorge Newbery (P)  | 1 |
| Yamil Álvarez           | Talleres (F)       | 1 |
| Yonathan Yapura         | Cultural El Puesto | 1 |

### Autogoles
| Jugador          | Equipo         | Anot. | Etapa           |
| ---------------- | -------------- | ----- | --------------- |
| Nahuel Azurmendi | Unión La Costa | 1     | Semifinal (Ida) |

### Clasificación general
Las tablas de rendimiento no reflejan la clasificación final de los equipos, sino que muestran el rendimiento de los mismos atendiendo a la ronda final alcanzada.
Si algún partido se define mediante tiros de penal, el resultado final del juego se considera empate.
El rendimiento corresponde a la proporción de puntos obtenidos sobre el total de puntos disputados.
| Pos. | Equipos                        | Pts. | PJ | PG | PE | PP | GF | GC | Dif | Rend. |
| ---- | ------------------------------ | ---- | -- | -- | -- | -- | -- | -- | --- | ----- |
| 1    | Jorge Newbery (Pomán)          | 14   | 7  | 4  | 2  | 1  | 10 | 6  | 4   | 66.7% |
| 2    | Deportivo General Lavalle      | 10   | 7  | 3  | 1  | 3  | 10 | 9  | 1   | 47.6% |
| 3    | Unión La Costa (Belén)         | 13   | 6  | 4  | 1  | 1  | 9  | 6  | 3   | 72.2% |
| 4    | San Martín (El Bañado)         | 10   | 6  | 3  | 1  | 2  | 6  | 5  | 1   | 55.6% |
| 5    | Deportivo Cultural (El Puesto) | 7    | 4  | 2  | 1  | 1  | 5  | 3  | 2   | 58.3% |
| 6    | Juventud Unida (Tinogasta)     | 7    | 4  | 2  | 1  | 1  | 7  | 7  | 0   | 58.3% |
| 7    | Talleres (Fiambalá)            | 7    | 4  | 2  | 1  | 1  | 5  | 5  | 0   | 58.3% |
| 8    | San Martín (Recreo)            | 4    | 4  | 1  | 1  | 2  | 2  | 3  | -1  | 33.3% |
| 9    | River Unido (El Pajonal)       | 2    | 2  | 0  | 2  | 0  | 3  | 3  | 0   | 33.3% |
| 10   | Colón Juniors (Fiambalá)       | 1    | 2  | 0  | 1  | 1  | 1  | 2  | -1  | 16.7% |
| 11   | Deportivo Monte Redondo        | 1    | 2  | 0  | 1  | 1  | 1  | 2  | -1  | 16.7% |
| 12   | Banda Norte (Recreo)           | 1    | 2  | 0  | 1  | 1  | 0  | 1  | -1  | 16.7% |
| 13   | Nueva Chicago (Belén)          | 1    | 2  | 0  | 1  | 1  | 1  | 3  | -2  | 16.7% |
| 14   | Racing (Tinogasta)             | 1    | 2  | 0  | 1  | 1  | 1  | 4  | -3  | 16.7% |
| 15   | Deportivo Las Pirquitas        | 0    | 2  | 0  | 0  | 2  | 3  | 5  | -2  | 0%    |
| 16   | Atlético San José              | 0    | 2  | 0  | 0  | 2  | 2  | 5  | -3  | 0%    |